# Uroobovella baloghi
Uroobovella baloghi es una especie de arácnido del orden Mesostigmata de la familia Urodinychidae.

## Distribución geográfica
Se encuentra en Hungría, Polonia y en Ucrania.